# Loc-Brévalaire
 Loc-Brévalaire  (en bretón Loprevaler) es una población y comuna francesa, situada en la región de Bretaña, departamento de Finisterre, en el distrito de Brest y cantón de Plabennec.

## Demografía
| 171 | 150 | 142 | 140 | 218 | 207 |
| Para los censos de 1962 a 1999 la población legal corresponde a la población sin duplicidades (Fuente: INSEE [Consultar]) |     |     |     |     |     |